# Powodzie w Kerali (2018)
Powodzie w Kerali – klęska żywiołowa powodzi, która nawiedziła Keralę, stan w południowo-zachodnich Indiach, w sierpniu 2018 roku. 11 z 14 dystryktów stanu zostało zalanych. 483 osoby zginęły, a co najmniej 82 400 zostało uratowanych.

## Powodzie
Na początku sierpnia 2018 stan Kerala nawiedziły intensywne opady deszczu. Szczególnie silne opady miały miejsce 8 sierpnia. Tego dnia prawie wszystkie tamy zostały otwarte z powodu opadów deszczu i wysokiego poziomu wody, zalewając lokalne nisko położone obszary. Po raz pierwszy w historii państwa otwarto 35 z 42 tam. W różnych miejscach otwarto ponad 4000 obozów pomocy dla ofiar powodzi. Powódź dotknęła setki wiosek, zniszczyła około 10 000 dróg, a tysiące domów zostało uszkodzonych lub zniszczonych.
15 sierpnia 2018 Port lotniczy Koczin zawiesił wszystkie loty do 26 sierpnia po powodziach na pasach startowych. Wiele szkół w całym stanie zostało zamkniętych.  Pomarańczowy alert pogodowy został wydany w 11 z 14 dystryktów stanu.